# Алтухово (Нижегородская область)
Алтухо́во — деревня в Вачском районе Нижегородской области. Входит в состав Казаковского сельсовета.

## История
До 28 августа 2009 года деревня находилась в составе упразднённого Алтунинского сельсовета.

## Население
| 1999 | 2002 | 2010 |
| ---- | ---- | ---- |
| 33   | ↘30  | ↘10  |

## Улицы
В деревне имеется одна улица — Центральная.